# سورویخا
سورویخا (انگلیسی: Sorvikha) یک شهرک در شهرستان بیرسکی باشقیرستان کشور روسیه است.